# Isarcs
Els isarcs (en llatí Isarci) eren una tribu rètica que vivia a la desembocadura del riu Isarus, del qual derivaven el nom. El seu nom consta al Trofeu dels Alps aixecat per August per celebrar la seva victòria definitiva sobre les tribus de la regió. Plini el Vell en parla.